# HMS Majestic (1895)
O HMS Majestic foi um couraçado pré-dreadnought operado pela Marinha Real Britânica e a segunda embarcação da Classe Majestic. Sua construção começou em fevereiro de 1894 no Estaleiro Real de Portsmouth e foi lançado ao mar em janeiro de 1895, sendo comissionado na frota britânica em dezembro do mesmo ano. Era armado com uma bateria principal composta por quatro canhões de 305 milímetros montados em duas torres de artilharia duplas, tinha um deslocamento de mais de dezesseis mil toneladas e alcançava uma velocidade máxima de dezesseis nós.
O Majestic teve um início de carreira tranquilo, servindo primeiro na Frota do Canal e depois na Frota do Atlântico e Frota Doméstica. A Primeira Guerra Mundial começou em 1914 e o navio inicialmente escoltou comboios de tropas para a França e realizou patrulhas no Canal da Mancha. Foi transferido para o Mar Mediterrâneo em 1915 a fim de dar suporte para a Campanha de Galípoli, bombardeando fortificações otomanas e dando apoio para desembarques anfíbios. O couraçado foi afundado em 27 de maio de 1915 depois de ser torpedeado pelo submarino alemão SM U-21.

## Características

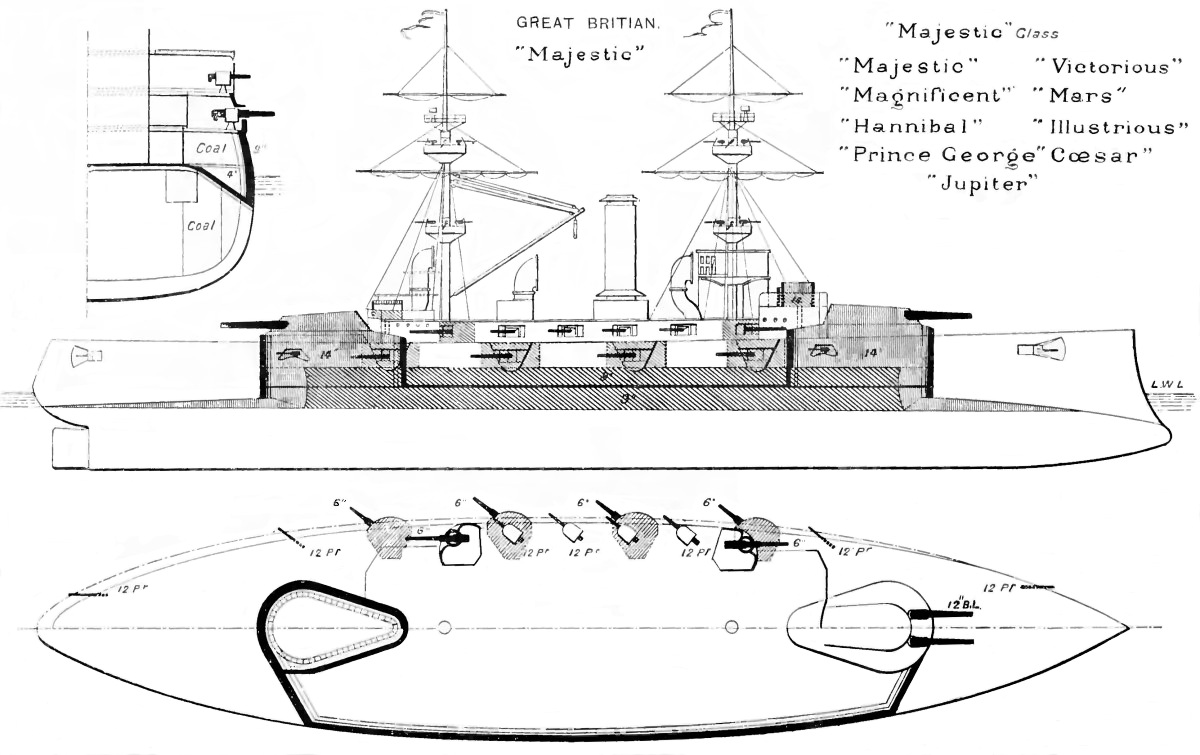
Desenho da Classe Majestic

O Majestic tinha 128,3 metros de comprimento de fora a fora, boca de 22,8 metros e calado de 8,2 metros. Seu deslocamento carregado de 16 320 toneladas. Seu sistema de propulsão era composto por oito caldeiras de tubos d'água cilíndricas a carvão que alimentavam dois motores de tripla expansão com três cilindros, cada um girando uma hélice. As caldeiras foram substituídas entre 1907 e 1908 por modelos que queimavam óleo combustível. Os motores tinham uma potência indicada de 10,2 mil cavalos-vapor (7,5 mil quilowatts) para uma velocidade máxima de dezesseis nós (trinta quilômetros por hora). A tripulação era formada por 672 oficiais e marinheiros.
O armamento principal consistia em quatro canhões Marco VIII calibre 35 de 305 milímetros montados em duas torres de artilharia, uma à vante e outra à ré. As torres ficavam sobre barbetas em formato de pêssego. O armamento secundário tinha doze canhões calibre 40 de 152 milímetros montados em casamatas em dois conveses à meia-nau. Também tinha dezesseis canhões de 76 milímetros e doze canhões de 47 milímetros para defesa contra barcos torpedeiros. Por fim, foi equipado com cinco tubos de torpedo de 450 milímetros, quatro dos quais ficavam submersos no casco e o último em um lançador no convés. O cinturão principal de blindagem era feito de aço Harvey e tinha 229 milímetros de espessura. As barbetas eram protegidas por 356 milímetros, mesma espessura das laterais da torre de comando. As anteparas tinha de 305 a 356 milímetros, enquanto o convés tinha entre 64 e 102 milímetros.

## Carreira

### Tempos de paz

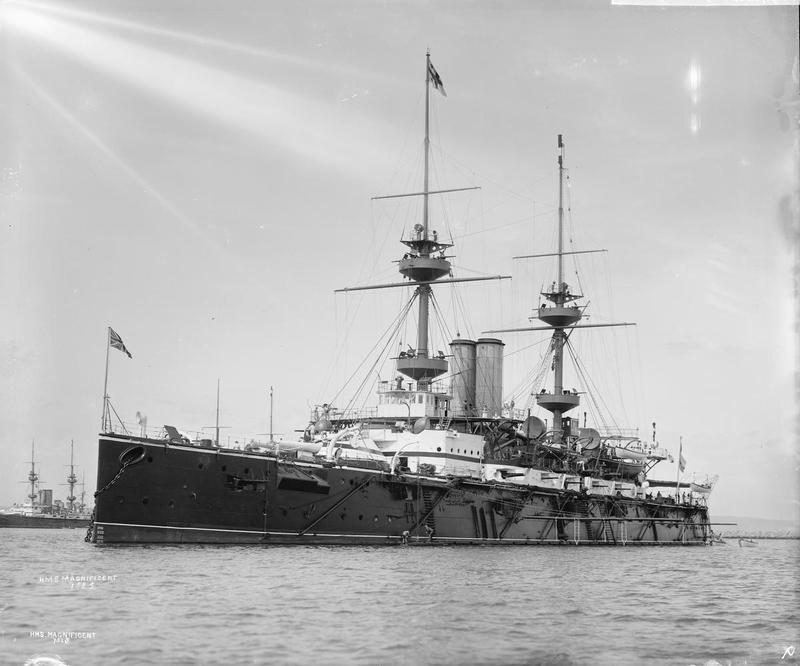
O Majestic em 1899

O batimento de quilha do Majestic ocorreu em fevereiro de 1894 no Estaleiro Real de Portsmouth e foi lançado ao mar em 31 de janeiro de 1895, sendo comissionado na Marinha Real Britânica em dezembro do mesmo ano e colocado na Divisão Portsmouth da Esquadra do Canal. Esteve presente em 26 de junho de 1897 em Spithead para uma revista de frota em celebração do jubileu de diamante da rainha Vitória, sendo depois feito a capitânia do vice-almirante sir Harry Rawson, o comandante da Frota do Canal. O capitão George Egerton assumiu o comando em 28 de junho de 1899, sendo substituído em abril de 1901 pelo capitão Edward Eden Bradford, mesma época que o navio se tornou a capitânia do contra-almirante Arthur Wilson, o novo comandante da Frota do Canal. O Majestic participou em 16 de agosto de 1902 de uma revista naval em Spithead em ocasião da coroação do rei Eduardo VII, enquanto no mês seguinte a esquadra visitou Náuplia e a Baía de Suda em Creta, no Mar Mediterrâneo. Passou por uma reforma em Portsmouth entre fevereiro e julho de 1904 e então foi transferido para a Frota do Atlântico quando uma reorganização em janeiro de 1905 fez com que a Frota do Canal se tornasse na Frota do Atlântico. Foi colocado na reserva em Portsmouth em 1º de outubro de 1906.
O Majestic voltou ao serviço em 26 de fevereiro de 1907 para se tornar a capitânia da Divisão de Nore da nova Frota Doméstica. Mais tarde do mesmo ano começou uma reforma em que recebeu um novo rádio e sistemas de controle de disparo. A capitânia foi transferida para outro navio em janeiro de 1908, mas o couraçado permaneceu na divisão. Ele foi transferido para a Divisão de Devonport em junho de 1908. Suas reformas terminaram em 1909 e em março foi transferido para a 3ª Divisão, também baseada em Devonport, enquanto em agosto de 1910 foi colocado na 4ª Divisão, passando por outra reforma no ano seguinte. O Majestic se tornou parte da 7ª Esquadra de Batalha da 3ª Frota em maio de 1912. No mês seguinte colidiu com seu irmão HMS Victorious durante manobras, mas não sofreu danos sérios.

### Primeira Guerra
A Primeira Guerra Mundial começou em agosto de 1914 e o Majestic com o resto da 7ª Esquadra de Batalha foram designados para integrarem a Frota do Canal. O navio passou por reformas entre agosto e setembro e então neste mês deu cobertura para travessia da Força Expedicionária Britânica até a França. Foi destacado da esquadra entre 3 e 14 de outubro a fim de escoltar o primeiro comboio trazendo tropas canadenses para a Europa. Foi transferido para Nore no final do mês com o objetivo de atuar como navio de guarda. Foi transferido em 3 de novembro para Humber para desempenhar a mesma função. Tornou-se em dezembro uma unidade da Patrulha de Dover, bombardeando artilharias costeiras alemãs próximas de Nieuwpoort na Bélgica no dia 15 na companhia do couraçado HMS Revenge. Ficou baseado em Portland em janeiro de 1915.

#### Galípoli

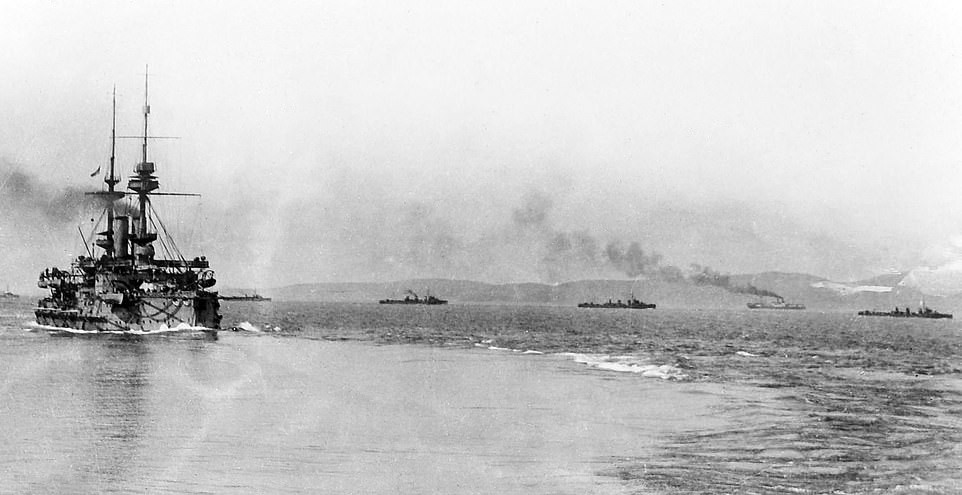
O Majestic em 1915 deixando Mudros junto com vários contratorpedeiros

O Majestic foi designado em fevereiro de 1915 para a Campanha de Galípoli, partindo no início do mês sob o comando do capitão H. F. G. Talbot. Chegou em Malta e foi equipado com um equipamento de "captura de minas" para poder atuar como um "pára-choque de minas". Juntou-se à força de Dardanelos em 24 de fevereiro e dois dias depois partiu de Tenedos para bombardear fortes otomanos. Se tornou junto com os couraçados HMS Albion e HMS Triumph os primeiros grandes navios Aliados a entrarem em Dardanelos durante a campanha, disparando contra fortes internos entre 9h14min e 17h40min. O Majestic foi acertado abaixo da linha de flutuação, mas continuou com as operações e no dia seguinte fez patrulha pela área. Deu apoio para os primeiros desembarques em 1º de março e bombardeou fortes das 11h25min até às 16h45min, realizando outra patrulha dois dias depois. Foi para Mudros em 8 de março.
O couraçado navegou pela entrada de Dardanelos em 9 de março e bombardeou posições otomanas das 10h07min até às 12h15min. Voltou para Tenedos no dia seguinte e fez outra patrulha pela área da entrada de Dardanelos em 15 de março, retornando então para Tenedos no dia 16. O Majestic participou de uma última tentativa de forçar uma passagem pelos estreitos apenas com poderio naval em 18 de março, abrindo fogo às 14h20min contra o Forte 9 e peças de artilharia escondidas na região, cessando fogo às 18h35min. O navio foi atingido quatro vezes, duas vezes no casco e duas vezes no castelo de proa, voltando para Tenedos às 22h00min com um morto e alguns feridos. Voltou para os deveres de patrulha em 22 de março, bombardeando posições otomanas seis dias depois das 9h50min até às 10h15min e depois entre 12h50min e 13h40min. Participou de mais um bombardeio em 14 de abril a partir das 14h58min. O submarino britânico HMS E15 encalhou em 16 de abril perto de Forte Dardanos e ficou em risco de ser capturado, assim dois barcos de piquete, um do Majestic e outro do Triumph, destruíram o submarino com torpedos dois dias depois, porém o barco do Majestic foi afundado por baterias costeiras otomanas antes de conseguir retornar. O navio voltou para Tenedos em 21 de abril.
Voltou à ação em 25 de abril, enviando uma mensagem à Londres de que desembarques tinham começado em Galípoli e dando apoio para eles com bombardeios litorâneos até às 19h15min. Embarcou 99 soldados feridos às 21h10min e recuperou todos os seus botes, ancorando próximo de Galípoli durante a noite. Retomou seus bombardeios no dia seguinte às 6h17min. Duelou com canhões costeiros otomanos, com vários projéteis inimigos quase o acertando-o antes dos dois lados cessarem fogo às 11h30min. Ancorou novamente próximo de Galípoli no dia 29. O Majestic substituiu o Triumph em 25 ou 26 de maio como a capitânia das esquadras que apoiavam tropas em Cabo Helles.

#### Naufrágio

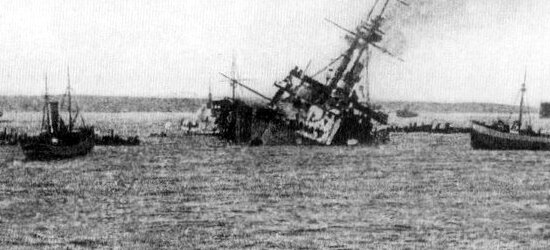
O naufrágio do Majestic

O Majestic, enquanto estava próximo de Cabo Helles em 27 de maio, se tornou o terceiro couraçado torpedeado em Galípoli em duas semanas. O submarino alemão SM U-21 disparou às 6h45min um único torpedo pelas defesas Aliadas e acertou o Majestic, causando uma grande explosão. O navio começou a adernar para bombordo e emborcou entre sete e nove minutos depois a dezesseis metros de profundidade, com quarenta a 49 tripulantes morrendo. Seus mastros atingiram o fundo e o casco virado permaneceu visível parcialmente fora d'água por alguns meses até afundar por completo quando seu mastro principal ruiu em uma tempestade.
A Turquia inaugurou em outubro de 2021 o Parque Subaquático Histórico de Galípoli, um museu subaquático próximo de Çanakkale acessível para mergulhadores. O parque incluí vários destroços de embarcações afundadas durante a Campanha de Galípoli, incluindo o Majestic. Os destroços do couraçado estão hoje a 24 metros de profundidade e em sua maior parte intactos.